# 大月町
大月町（おおつきちょう）は、高知県南西部にある町。

## 地理
高知県の南西部に位置し、町の北側は宿毛市、東側は土佐清水市、西側は豊後水道、宿毛湾、南側は太平洋に面している。海岸部を中心に、足摺宇和海国立公園に指定されている。今後発生が予見されている南海トラフ巨大地震の際には、町内の海岸に最大12mの津波が到達することが予想されている。

### 地形

#### 山地

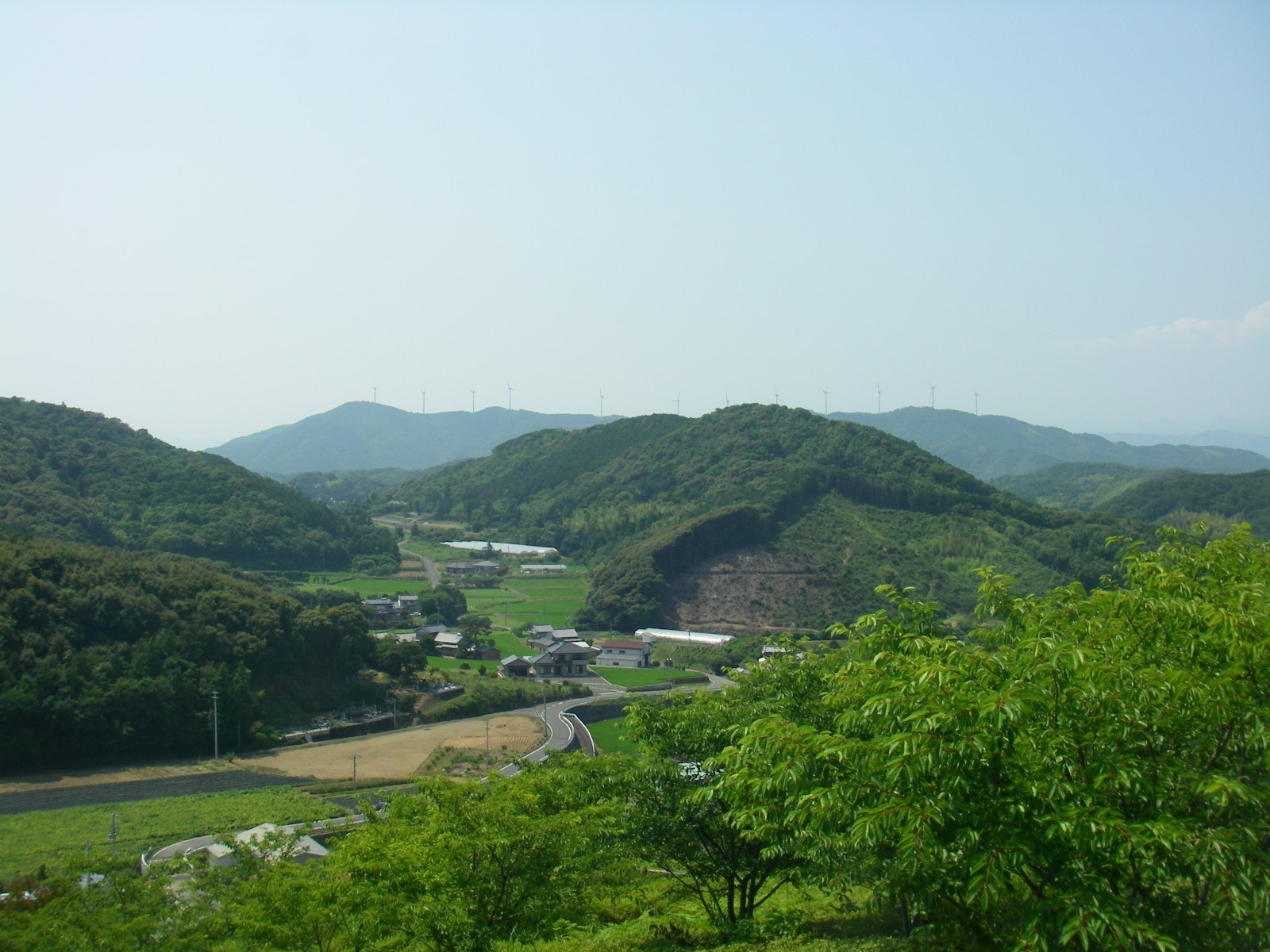
大堂山の大月町ウインドファーム。大月町ふれあいパークから撮影

主な山
- 大堂山

#### 河川
主な川
- 才角川
  - 小才角川
- 春遠川
- 頭集川

#### 海岸

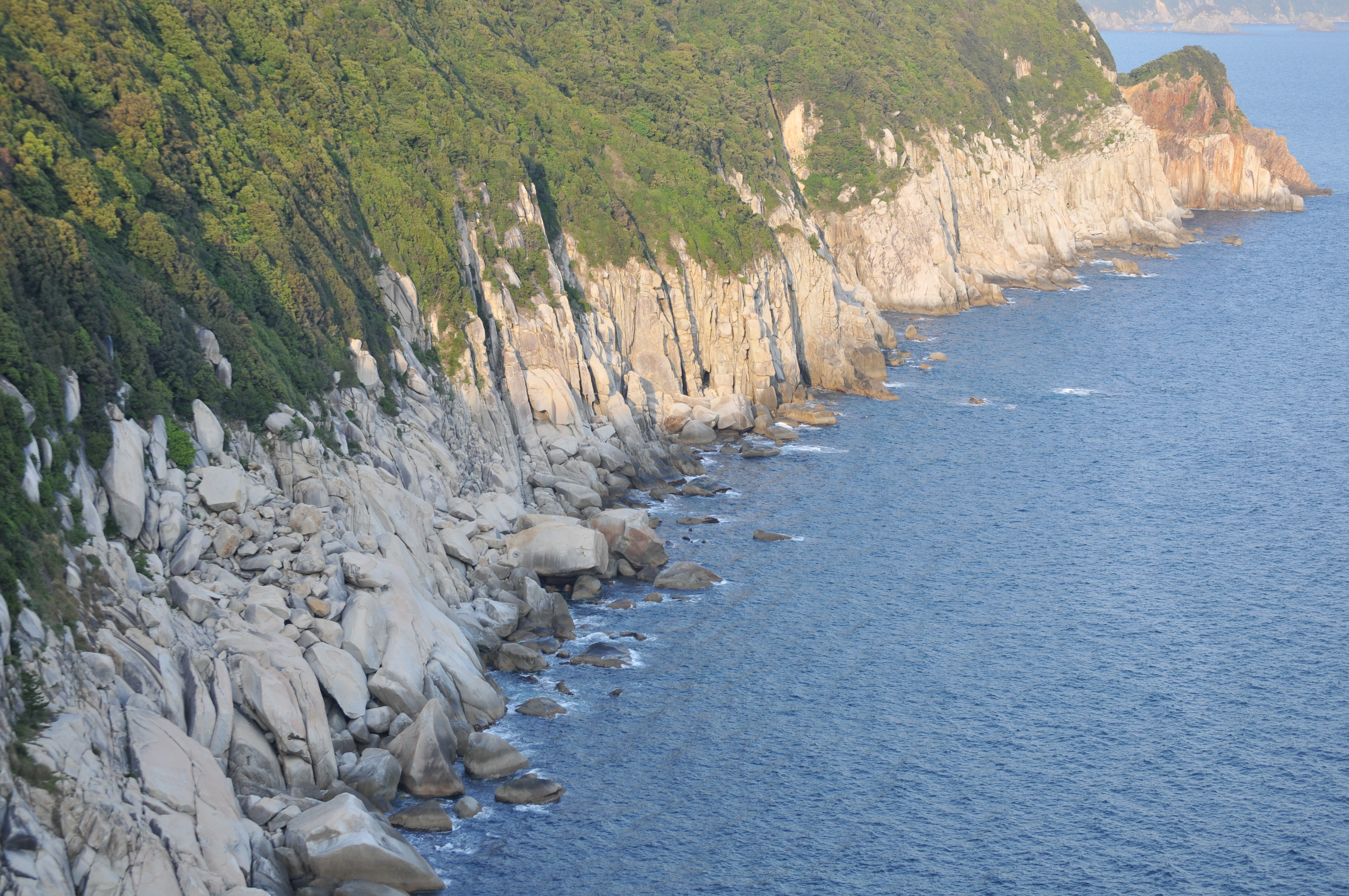
大堂海岸

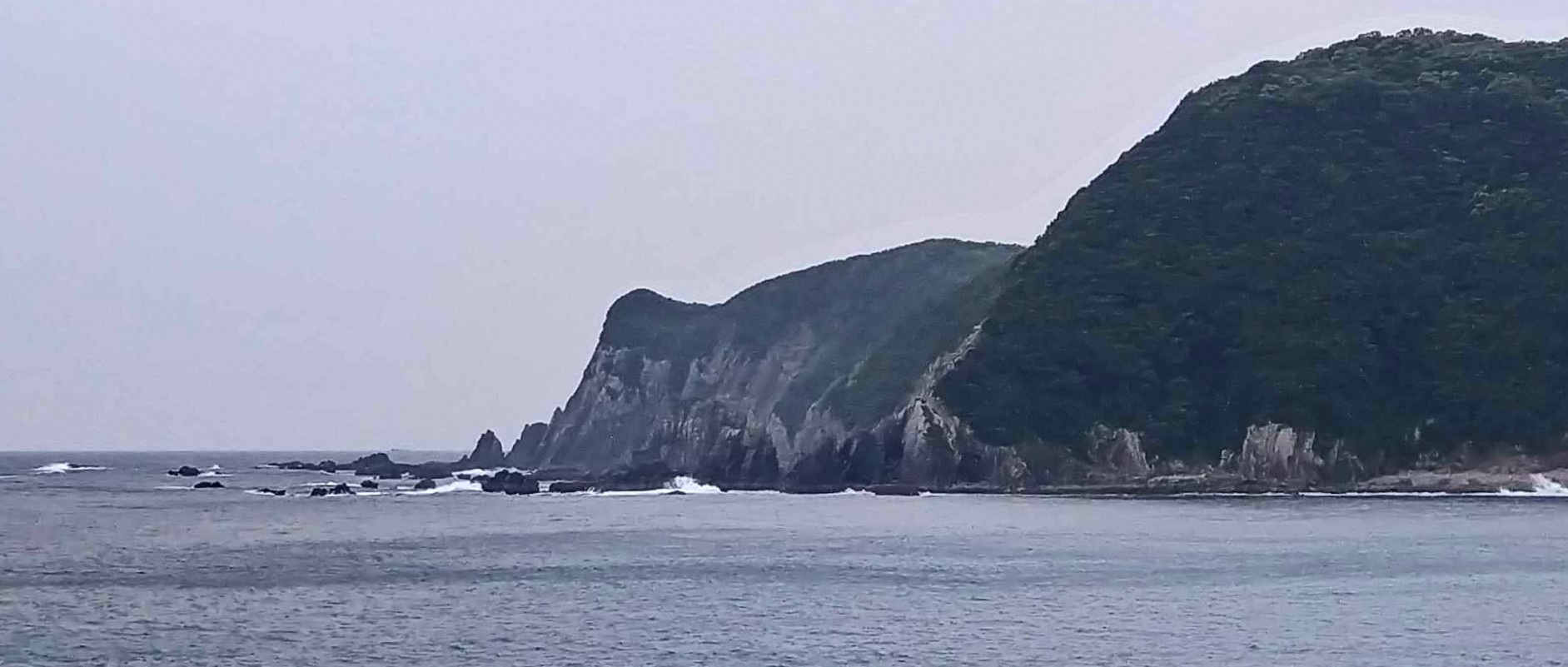
朴崎

主な海岸と岬
- 大堂海岸

- 朴崎

#### 島嶼

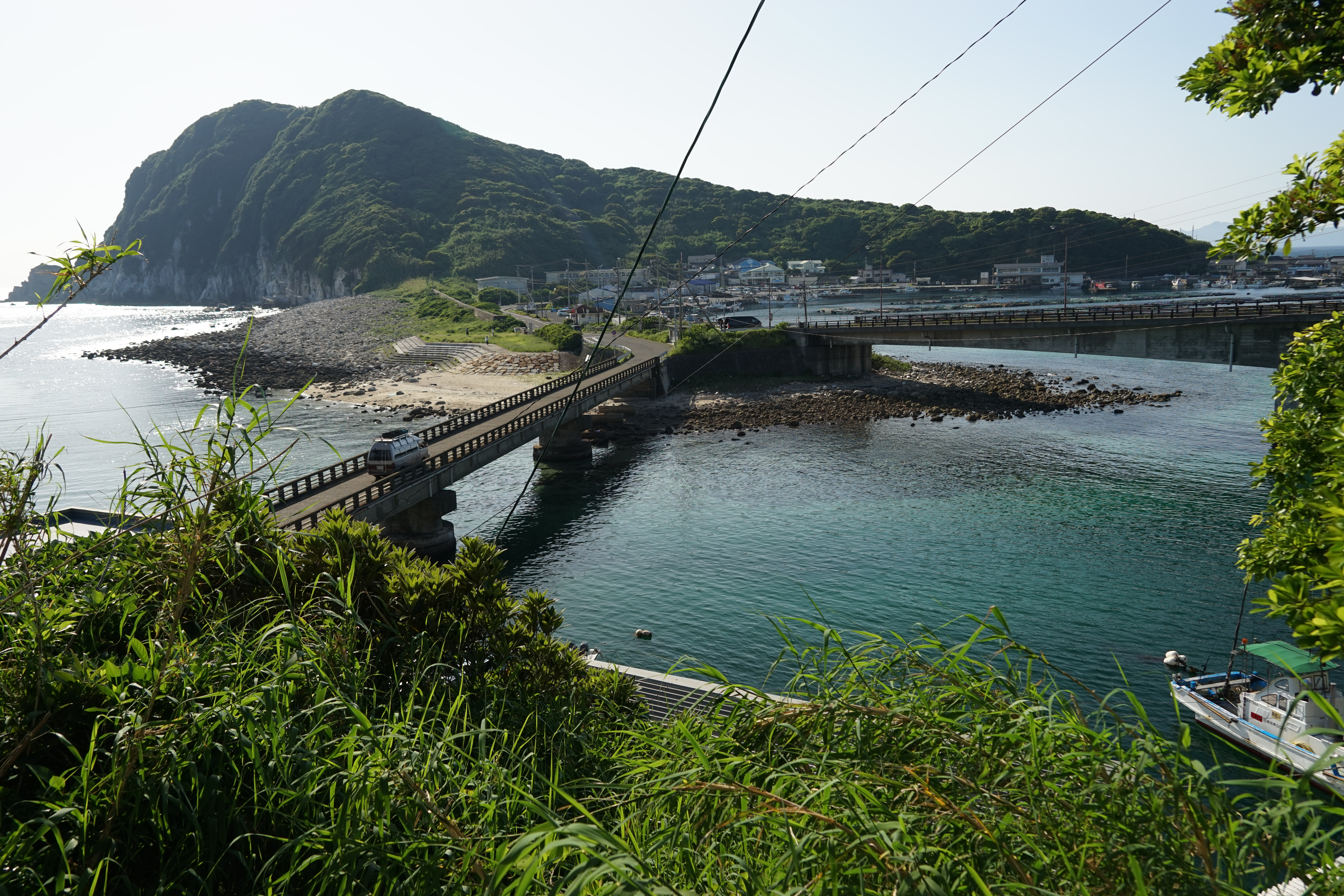
柏島

主な島
- 柏島

- 小島（こじま）
- 蒲葵島
- 幸島
- 助ヶ島
- 雲雀小島
- 弁天島

### 人口
| |                                        |  |
| 大月町と全国の年齢別人口分布（2005年） | 大月町の年齢・男女別人口分布（2005年） |  |
| ■紫色 ― 大月町 ■緑色 ― 日本全国 | ■青色 ― 男性 ■赤色 ― 女性              |  |
| 大月町（に相当する地域）の人口の推移 \| 1970年（昭和45年） \| 9,341人 \| \| \| 1975年（昭和50年） \| 8,873人 \| \| \| 1980年（昭和55年） \| 8,865人 \| \| \| 1985年（昭和60年） \| 8,596人 \| \| \| 1990年（平成2年） \| 7,941人 \| \| \| 1995年（平成7年） \| 7,422人 \| \| \| 2000年（平成12年） \| 6,956人 \| \| \| 2005年（平成17年） \| 6,437人 \| \| \| 2010年（平成22年） \| 5,783人 \| \| \| 2015年（平成27年） \| 5,095人 \| \| \| 2020年（令和2年） \| 4,434人 \| \| |                                        |  |
| 総務省統計局 国勢調査より |                                        |  |
| 1970年（昭和45年） | 9,341人                                |  |
| 1975年（昭和50年） | 8,873人                                |  |
| 1980年（昭和55年） | 8,865人                                |  |
| 1985年（昭和60年） | 8,596人                                |  |
| 1990年（平成2年） | 7,941人                                |  |
| 1995年（平成7年） | 7,422人                                |  |
| 2000年（平成12年） | 6,956人                                |  |
| 2005年（平成17年） | 6,437人                                |  |
| 2010年（平成22年） | 5,783人                                |  |
| 2015年（平成27年） | 5,095人                                |  |
| 2020年（令和2年） | 4,434人                                |  |

### 隣接自治体
高知県
- 宿毛市
- 土佐清水市

## 歴史

### 沿革
昭和
- 1957年（昭和32年）2月11日 - 大内町・月灘村が合併して発足。「大月」とは、合併前の両町村の名前から一文字ずつ取った合成地名である。

## 施設

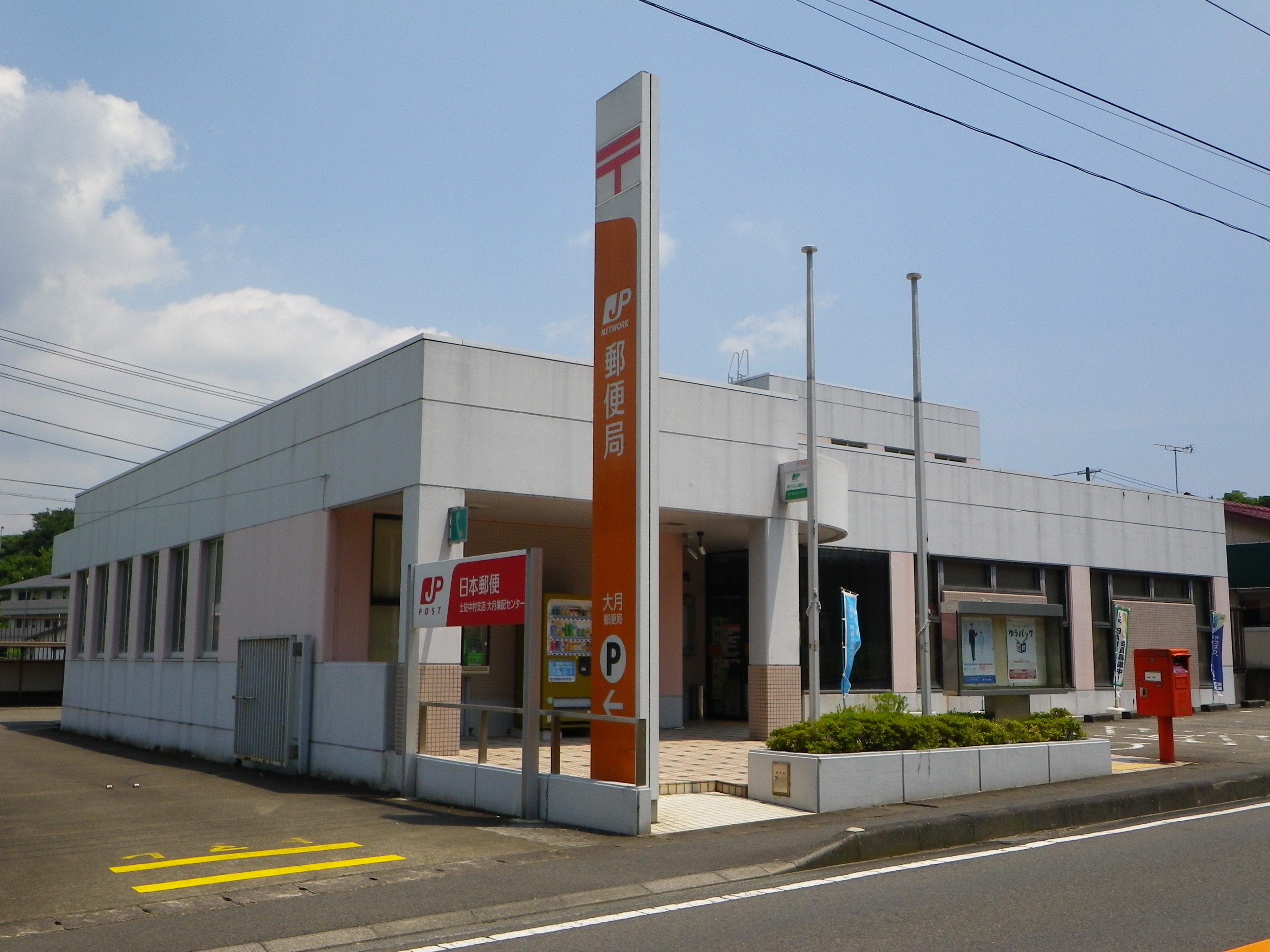
大月郵便局

### 警察
- 宿毛警察署
  - 弘見駐在所（幡多郡大月町大字弘見2204-3）
  - 姫ノ井駐在所（幡多郡大月町大字口目塚101-12）

### 消防
- 幡多西部消防組合大月分署

### 医療
主な病院
- 大月町国民健康保険大月病院

### 郵便局
主な郵便局
- 大月郵便局
- 柏島郵便局
- 古満目郵便局
- 橘浦郵便局
- 月灘郵便局
- 西泊郵便局
- 姫ノ井郵便局

## 経済

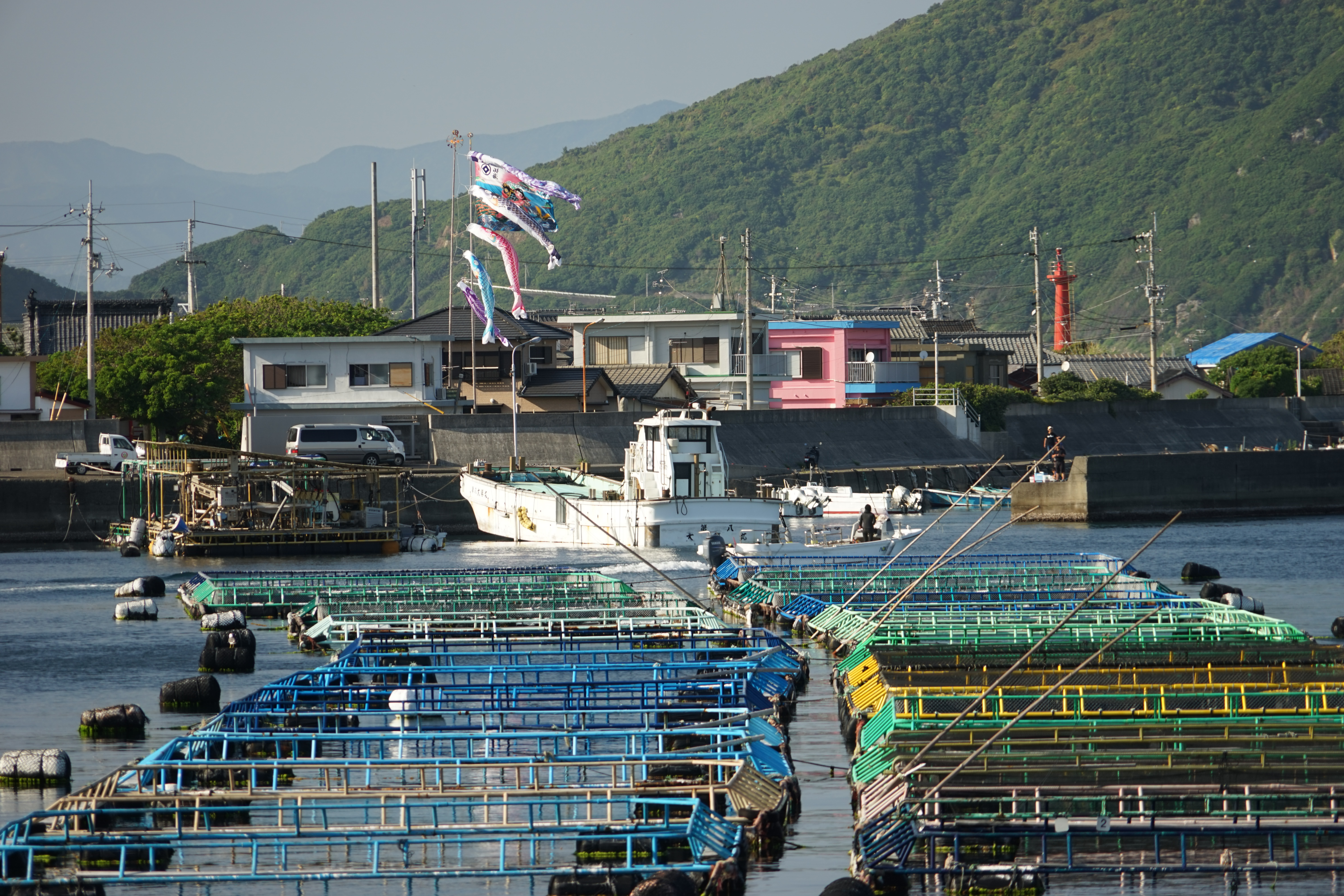
柏島の漁港

### 産業
町内に多くの漁港があり水産業が盛んである。

### 商業
主な商業施設
- コモンズ大月店
- ママショッピングセンター

## 交通

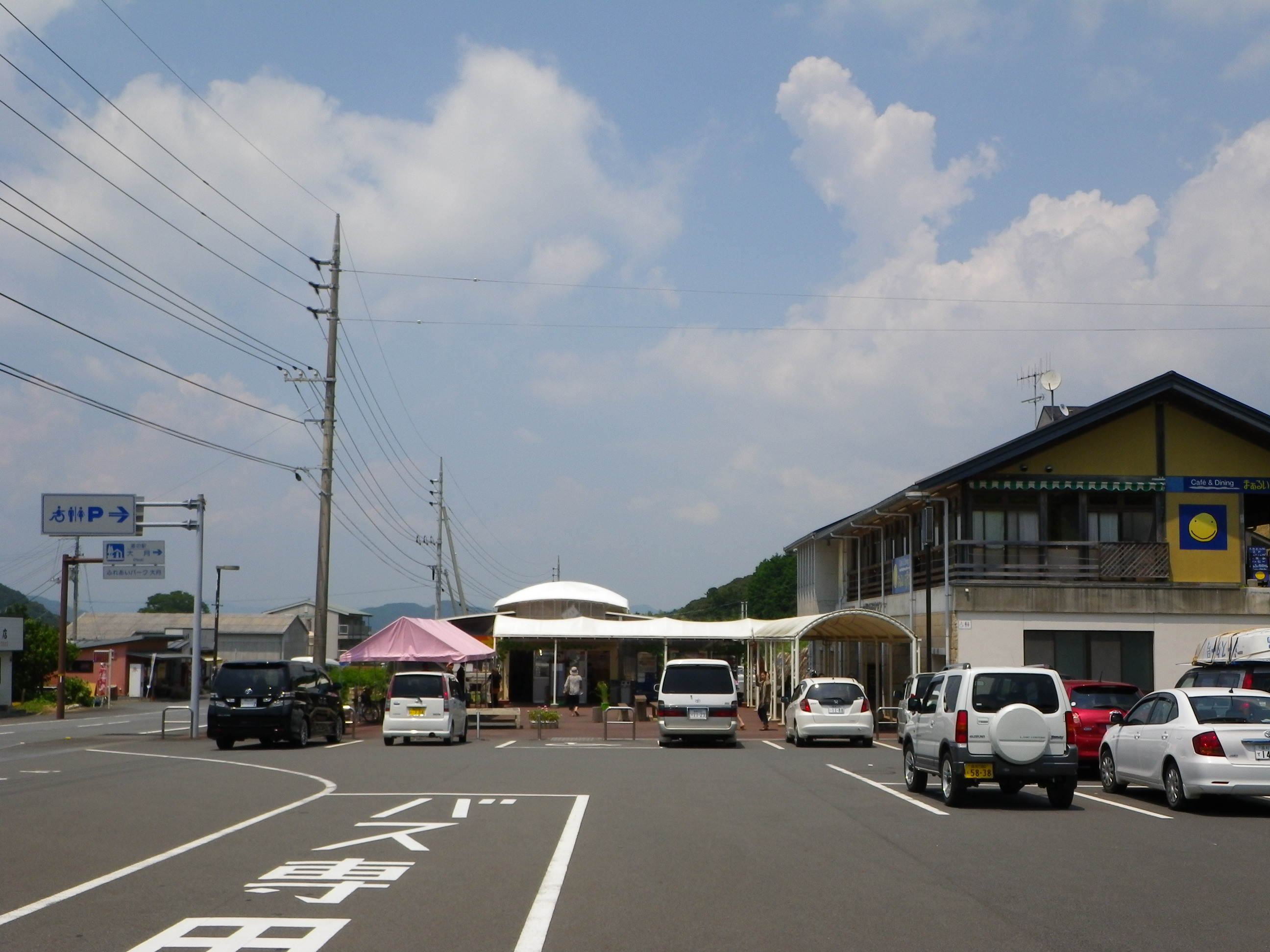
道の駅大月

### 空路

#### 空港
- なし
  - 最寄りの空港は高知空港

### 鉄道
- なし
  - 最寄の駅は宿毛市の宿毛駅

### 路線バス
- 高知西南交通 - とさでん交通グループ（旧高知県交通の地域子会社）。周辺の宿毛市・土佐清水市・四万十市とを結ぶ路線バスを運行するほか、町中心部と各集落を結ぶ大月町生活交通バスを町からの委託により運行する。
  - 宿毛駅 - 小筑紫 - 大月役場前 - ふれあいパーク大月 - 下川口漁協前 - 清水BC - 清水プラザパル前
    - ※足摺岬や中村駅からの直通便あり

  - 大月町生活交通バス - 大月町生活交通バス運行要綱に基づき運行する町内路線
- まちなか循環線 - 町の中心部を運行する。

### 道路

#### 国道
- 国道321号

#### 県道
- 高知県道43号柏島二ツ石線

### 道の駅
- 道の駅大月

## 教育

### 中学校
町立
- 大月町立大月中学校（2001年4月 大月町内の弘見中学校・月灘中学校・中央中学校・柏島中学校・橘浦中学校の5中学校を統合して開校）

### 小学校
町立
- 大月町立大月小学校（2009年4月 大月町内の柏島小学校・一切小学校・中央小学校・周防形小学校・樫西小学校・姫ノ井小学校・月灘小学校・橘浦小学校・弘見小学校の9小学校を統合して開校）

### 廃校
高等学校
- 高知県立宿毛高等学校大月分校（2014年廃校）

## 観光

### 名所･旧跡
主な神社
- 月山神社：月山霊場といわれ四国八十八箇所番外霊場。

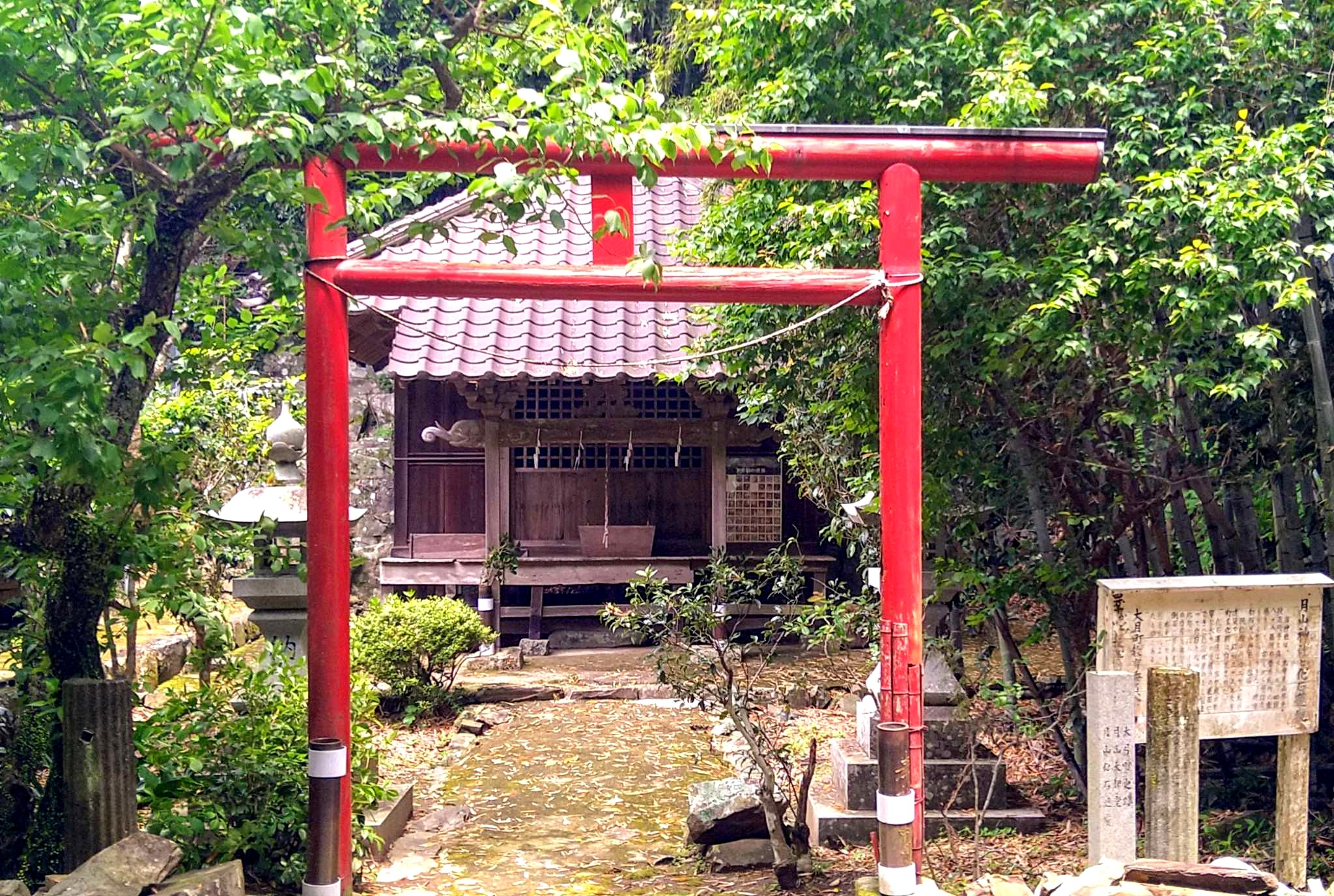
月山神社　大師堂

- 音無神社 - 赤泊音無神社
- 春日神社
- 住吉神社
- 野中神社
- 八坂宮
- 竜ヶ追天満宮

主な寺院
- 閑寿寺 - 浄土真宗
- 金積寺
- 妙吉寺
- 龍光寺 - 薬師堂

### 観光スポット

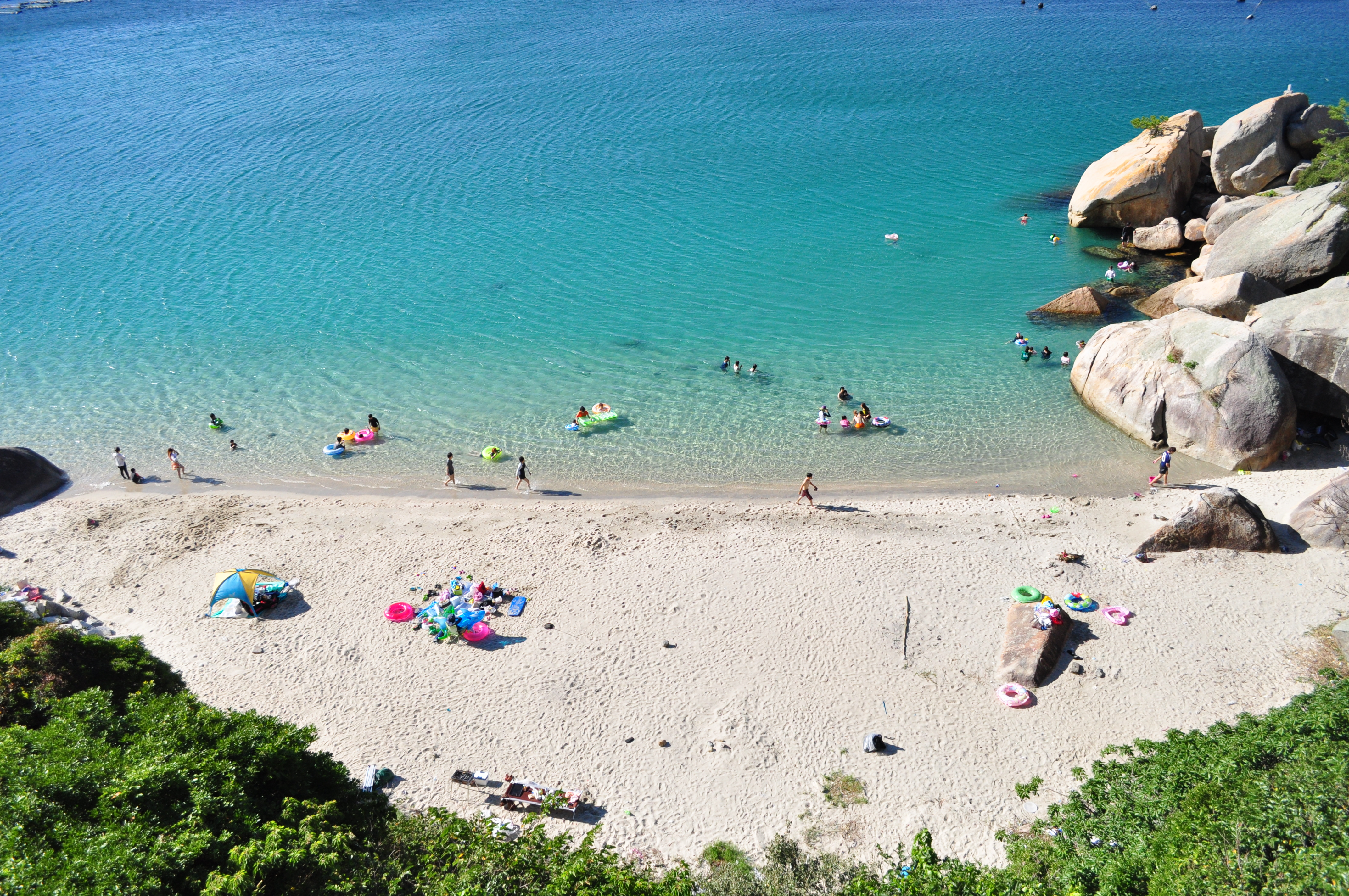
柏島地区の白浜

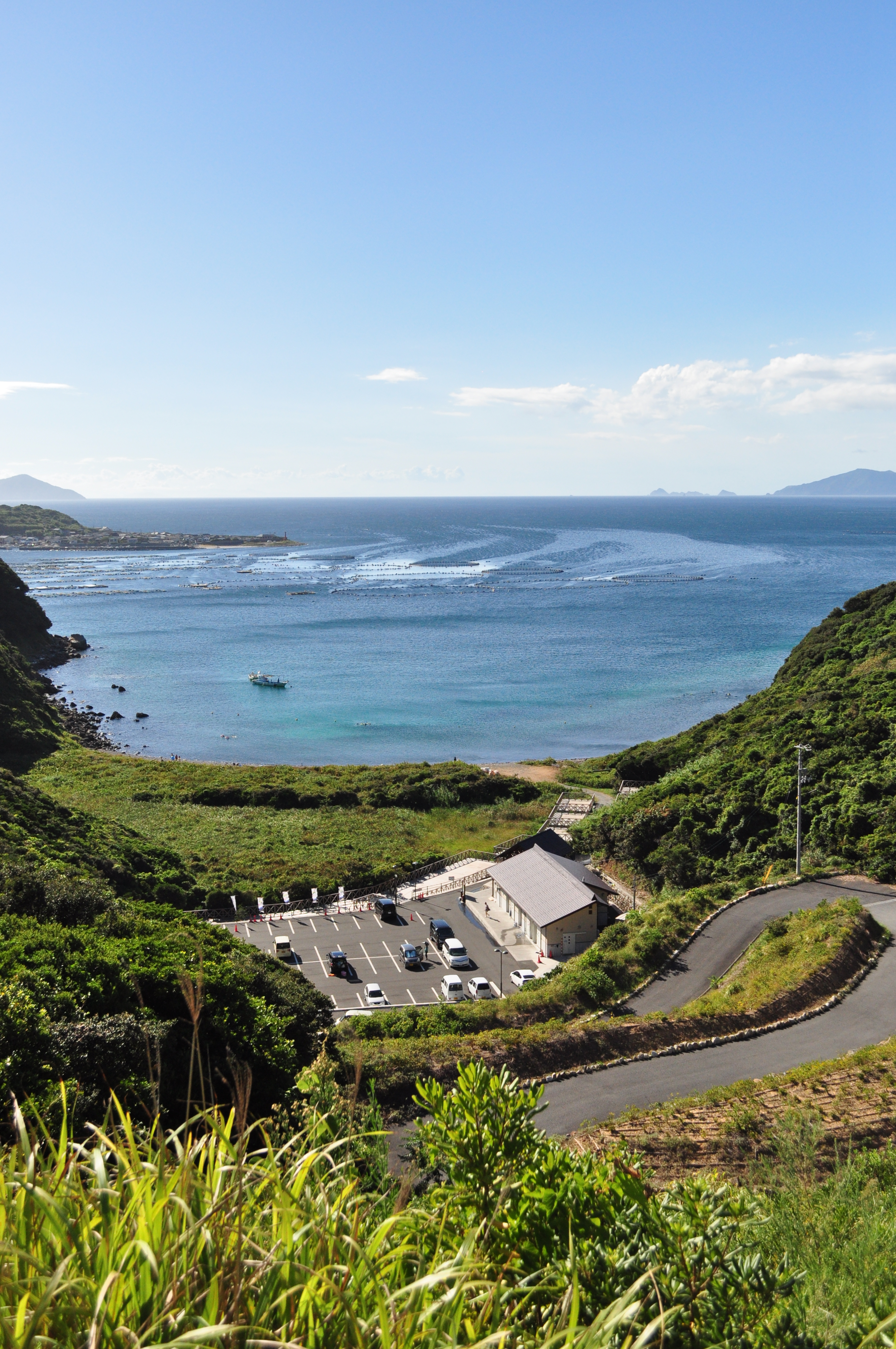
竜ヶ浜キャンプ場

- 柏島

- 黒潮実感センター
- 四万十かいどう
- 大月エコロジーキャンプ場
- 大堂海岸
- 道の駅大月（ふれあいパーク・大月）
- 竜ヶ浜キャンプ場

- 樫西海岸
- 月光桜[2]

集落活動センター
- 姫ノ井集落活動センター「姫の里」[3]

## 文化・名物

### 祭事･催事
祭事
- 竜ケ追天満宮の祭礼

催事
- 夜桜音楽会
- 大月まつり
- コーラルイルミネーション

### 名産・特産
- サンゴ
- 月光桜の香り

## 出身･関連著名人

### 政治家
- 大江卓（政治家、実業家）
- 依光好秋（政治家、ジャーナリスト）

### スポーツ選手
- 河野博文（元野球選手）
- 藤本茂喜（元野球選手）
- 二神一人（元野球選手）